# Atari Panther
Der Atari Panther war nach dem nur mäßig erfolgreichen Atari 7800 ein Versuch der Firma Atari Corporation, an die Erfolge der Konkurrenten Sega (Mega Drive) und Nintendo (Super Nintendo) anzuschließen. Als 32-Bit Spielkonsole seit 1990 entwickelt, wurde es schon bald von der parallel ablaufenden Entwicklung des Jaguar überholt und zu dessen Gunsten im Juni 1991 aufgegeben. Teile der Technik, u. a. der Controller, das Design und die ersten Spiele wurden vom Jaguar übernommen.

## Geplante Spiele
- Panther-Pong
- Crescent Galaxy
- Cybermorph

## Technische Daten
- CPU: 16-bit Motorola 68000, getaktet mit 16 MHz
- Arbeitsspeicher: 32 kB
- ROM: 64 kB
- Video:
  - Chip „Panther“ (aus dem „Blossom“-Projekt)
  - Auflösung: 320 × 200 Pixel
  - 7.860 Farben gleichzeitig, max. 32 in einer Zeile
  - Farbpalette: 262.144 Farben
  - Antennen-, RGB- und S-Video-Ausgänge
  - Genlock Option
- Sound:
  - Chip „Otis“ von Ensoniq
  - 8 MIPS
  - 29-Bit DSP
  - 16-Bit Stereo PCM-Sound
  - 32 Stimmen
  - 8 kB PCM-RAM
  - Stereo-Kopfhörer-Ausgänge
- Grafik:
  - 32 MHz
  - 32-Bit objektorientierter Grafikprozessor
  - 65.536 Sprites gleichzeitig
  - Hardware-Scrolling
- Module: maximale Größe 6 MB
- Steuerung: 2 Multifunktions-Joystickports mit 3-Tasten-Joysticks